# Tsugouharu Foujita
Tsugouharu Foujita ou Tsuguharu Fujita (藤田 嗣治, Fujita Tsuguharu), connu aussi sous son simple nom de famille, Foujita, ou sous le nom adopté à la fin de sa vie, Léonard Foujita, né le 27 novembre 1886 à Tokyo (Japon) et mort le 29 janvier 1968 à Zurich (Suisse), est un peintre, dessinateur et graveur français d’origine japonaise, également illustrateur, céramiste, photographe, cinéaste et styliste.

## Biographie

### Enfance et adolescence au Japon
Tsuguharu (Héritier de la Paix) Fujita (Foujita à son arrivée en France) est fils du général Tsuguakira Fujita, médecin de l'Armée impériale japonaise et de Masa, qui meurt prématurément en 1891[réf. nécessaire] à Kumamoto. Tsuguharu a un frère aîné et deux sœurs qui le protègent au moment de la mort de leur père. Le berceau familial est particulièrement cultivé et ouvert aux idées occidentales nouvelles pour le Japon de l'époque.
Inscrit aux cours de français dès l'école primaire, Tsuguharu étudie la peinture de style occidental aux Beaux-Arts de Tōkyō, obtient son diplôme en 1910 et n'a qu'une idée en tête : aller à Paris. En 1913, il s'embarque finalement pour Marseille et arrive à Paris dans le quartier du Montparnasse le 6 août au matin. Il s'est engagé auprès de sa famille à revenir au bout de trois ans, notamment pour épouser sa fiancée Tomiko. Avec son meilleur ami Riichirō Kawashima, il s'installe à Montfermeil, en banlieue parisienne ; la Première Guerre mondiale arrive et leur maison est détruite. En juin 1915, ils se réfugient dans le Périgord noir, entre Les Eyzies et Montignac ; le comte Alphonse Claret de Fleurieu, fait alors installer les deux peintres dans la maison forte de Reignac puis, au départ de Kawashima à l'automne suivant, accueille Foujita dans son château de Marzac, que le peintre va quitter en février 1916.

### Arrivée à Paris

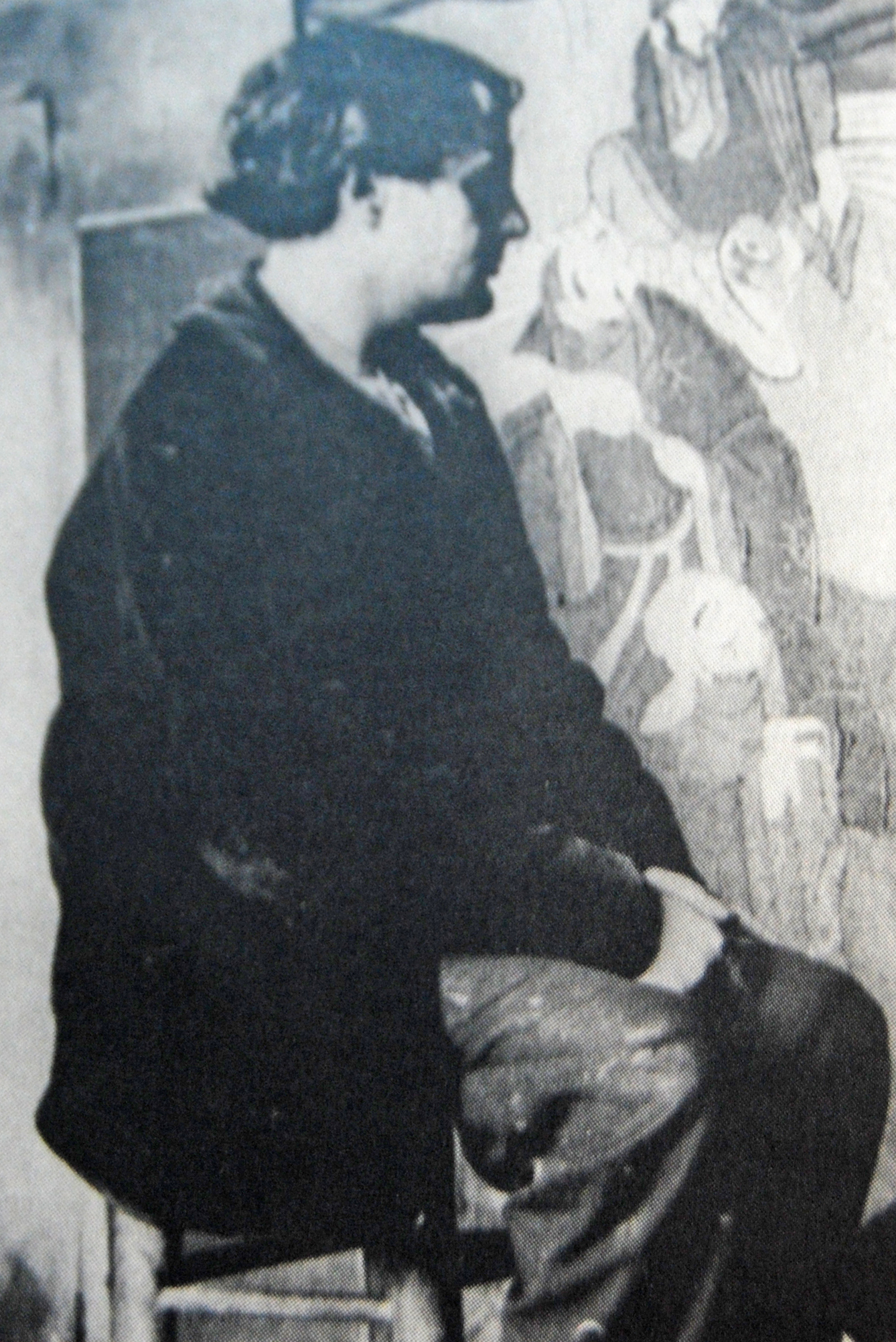
Modigliani dans l'atelier de Foujita à la cité Falguière (1909).

Le lendemain de son arrivée, le peintre chilien Manuel Ortiz de Zarate, qui l'aborde à la terrasse d'un café, l'entraîne chez Pablo Picasso qui provoque le premier grand choc de sa vie d'artiste. Les compositions cubistes et les peintures du Douanier Rousseau de l'atelier de Picasso le poussent à oublier ce qu'il sait et à se jeter à fond dans la bataille des avant-gardes de l'art moderne que livre une centaine d'artistes de son âge décidés comme lui à imposer leurs idées nouvelles à Paris. Déjà bien avant la Première Guerre mondiale, l'École de Paris existe pour éclore tout à fait après 1918. Foujita en devient l'une des stars. Amedeo Modigliani, Jules Pascin, Hermine David, Carl Cohnen,  Moïse Kisling, Chana Orloff, Chaïm Soutine, André Derain, Maurice de Vlaminck, Fernand Léger, Juan Gris, Michális Ikonómou, Henri Matisse et, en général, tous ses voisins de Montparnasse, dont le peintre japonais Ruytchi Souzouki, deviennent ses amis,,,.

### Les premières expériences à Paris et Londres
Après avoir résidé à l’Hôtel d'Odessa (en 1913), Foujita partage l'atelier de son premier ami japonais à Paris, Kawashima, dans une zone mal définie proche des fortifications au sud de Montparnasse. Ils suivent l'enseignement néo-grec de Raymond Duncan. Il hésite entre la danse et la peinture. Après un séjour à Londres en 1914, il revient cité Falguière, près de Soutine et Modigliani, jusqu'à ce qu'il rencontre sa première femme, Fernande Barrey, en 1917, et qu'il installe son atelier dans sa cour, au no 5, rue Delambre, où il restera jusqu'en 1924.

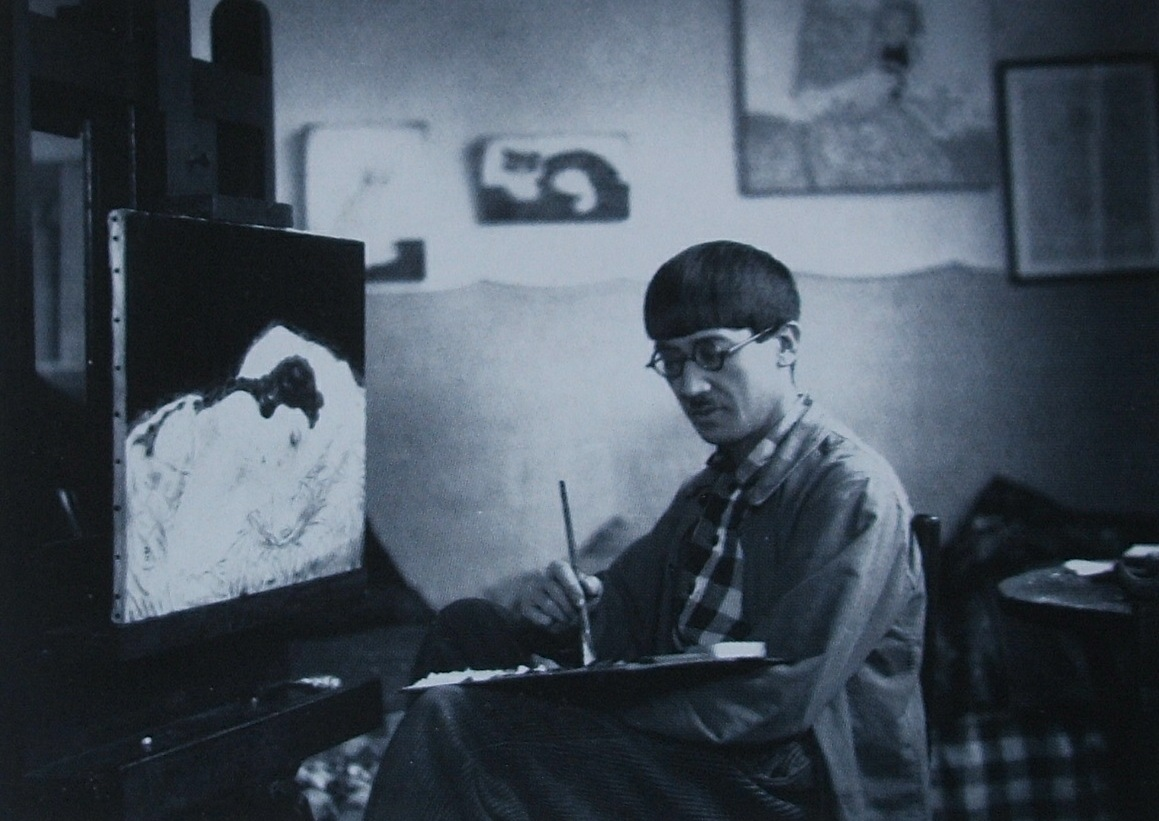
Foujita photographié par Jean Agélou en 1923.

### Les premiers succès parisiens
Sa première exposition personnelle financée par François Coty chez Georges Chéron en juin 1917 est un triomphe ; il expose 110 aquarelles dans un genre mi japonais, mi-gothique, que Picasso admire. Avec ses gains, il offre un oiseau à Fernande, qui est à l'origine de cette exposition et installe chez eux une baignoire avec l'eau chaude courante, ce qui fait aussi le bonheur des modèles, dont Kiki de Montparnasse, modèle favori, dont on admire la beauté dans le fameux Nu couché à la toile de Jouy (musée d'art moderne de la ville de Paris). En odalisque alanguie, le nu de Kiki fait sensation au Salon d'automne de 1922 et se vend pour l'énorme somme de 8 000 F.
Si Kiki de Montparnasse était cruciale à son succès, il n'en était pas moins qu'elle restait un modèle difficile. Il raconte, dans sa préface pour Souvenirs : « Quand elle a quitté son manteau, elle était absolument nue [...]. Elle prend ma place devant le chevalet, me demande de ne pas bouger et tranquillement commence à dessiner mon portrait. Elle m’a demandé de l’argent de sa pose et triomphalement est partie, son croquis, sous le bras. Trois minutes après, au café du Dôme, un riche collectionneur lui avait acheté un prix fou, ce croquis. » En 1918, le poète et marchand polonais Léopold Zborowski entraîne Soutine, Modigliani et sa femme, Jeanne Hébuterne, avec Foujita et Fernande à Cagnes, pour s'abriter des bombes et vendre leurs peintures dans les palaces de la Côte d'Azur. C'est un moment fort pour Foujita qui peint avec ses deux amis pendant tout un été et qui rencontre Auguste Renoir juste avant sa mort.
Très rapidement, en particulier après ses trois premières expositions personnelles, Foujita connaît la gloire. Il est de tous les Salons de peinture, non seulement à Paris mais aussi à Bruxelles, en Allemagne, aux États-Unis et au Japon ; son nom et les photographies de ses exploits illustrent de nombreux articles de la presse nationale et internationale.

### Le triomphe des Années folles à Montparnasse

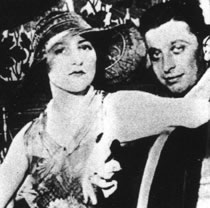
Robert Desnos et Youki.

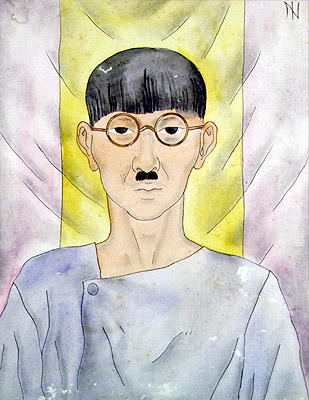
Portrait de Tsugouharu Foujita par Ismael Nery (1930).

Alors que Fernande se détourne de lui, Foujita rencontre à la Rotonde Lucie Badoud, qu'il surnomme Youki (Yuki signifie « Neige » en japonais), à cause de la blancheur de sa peau ; elle devient non seulement sa muse mais aussi une égérie de Montparnasse. Ils sont de tous les bals et les stars des Années folles.
Le succès de Foujita tient à son style tellement original et nouveau qui le situe à la frontière de l'Orient et de l'Occident, dans un registre où il excelle. Ses sujets, de préférence occidentaux, sont dessinés avec sobriété et minutie sur des fonds ivoire de sa fabrication, qui lui permettent de déposer un fin et vigoureux trait noir et des couleurs à l'huile transparentes et légères. Foujita remet en vigueur un second japonisme. Ses tableaux de femmes, d'enfants et de chats entrent dans les plus grandes collections.
En 1925, il est nommé chevalier de la Légion d'honneur en France. C'est sans doute l'un des artistes qui gagnent le plus d'argent. Il est envié et inconscient de l'ampleur de sa réussite. Celle-ci lui attire en 1928 un lourd redressement fiscal qui va bouleverser sa vie.
En 1928, il obtient le divorce et épouse en secondes noces Youki. Afin d'aller y vendre ses œuvres, il retourne à Tokyo avec Youki après dix-sept ans d'absence et après avoir répudié sa première fiancée. Il doit diminuer son train de vie, vendre maison et voiture et perd Youki, follement éprise de Robert Desnos. Après avoir tenté l'expérience d'une vie à trois, Foujita ne voit qu'une issue possible, quitter Paris.

### Période d'itinérance et retour avec succès au Japon
Il part fin décembre 1931 avec son modèle, Madeleine, pour un voyage extraordinaire de deux ans en Amérique latine. Il se contente de laisser une lettre d'adieu à Youki et de recommandation à Desnos. Madeleine, dite Mady Dormans, l'aide à surmonter ses déboires et leurs découvertes, Brésil, Argentine, Colombie, Pérou, Mexique et Californie, lui redonnent goût à la vie et à la peinture. Au Brésil, il est accueilli à Rio de Janeiro, en octobre 1931, par le peintre Candido Portinari. Le couple vit du fruit des expositions et arrive à Tokyo le 16 novembre 1933. Il y est accueilli comme une vedette et, très vite, organise à la galerie Nichido une succession d'expositions. Il devient alors membre de Nikakai et réalise de grandes peintures murales. Madeleine meurt soudainement d'une overdose à Tokyo en juin 1936. Il fait la connaissance d'une jeune Japonaise, Kimiyo Horiuchi, auprès de qui il trouve le réconfort. En 1938, Foujita se rend en Chine avec d'autres peintres, comme Ryōhei Koiso, en tant que peintre attaché aux armées en guerre.

### Bref retour à Paris et période de la guerre au Japon
Il séjourne à nouveau à Paris de 1939 jusqu'à l'arrivée des Allemands en mai 1940. De 1939 à 1945 il travaille à des œuvres et des expositions de peintures de guerre, dont « Sensō-ga », La Bataille de la rive de la rivière Khalka (哈爾哈河畔之戦闘) (voir bataille de Halhin Gol) et La Charge suicide d'Attu (アッツ島玉砕). Sa collaboration au militarisme japonais, puis avec les Américains, sera à l'origine de critiques à l'après-guerre.
Sur son action dans l’armée impériale japonaise pendant cette période, l’historien J.-L. Margolin écrit que « figure de proue des peintres de guerre, il n’avait jamais manifesté le plus petit doute, même en privé, quant à la justesse de la cause impériale ». Une organisation japonaise précisant même en 1946, que Foujita « collabora de la façon la plus active et la plus énergique avec l’armée au travers de son travail artistique. S’investit par écrit dans la propagande militariste. Voix écoutée dans le monde de l’art, comme dans la société, il eut un rôle important dans les mouvements militaristes et une influence extrêmement forte sur l’ensemble du peuple ». Cela ne l’empêcha pas d’être, dès 1945, « le principal collaborateur des Américains dans le domaine de l’art […] de rassembler pour eux des peintures de guerre, sans se priver au passage de placer certains de ses propres tableaux dans les meilleures collections américaines ».

### Renaissance à New York
Seul son départ définitif du Japon pourra l'apaiser. Après une attente de trois années pour obtenir un visa, Foujita s'envole pour New York en 1949, protégé par le général MacArthur. Kimiyo, celle qui sera sa dernière épouse, le rejoint quelques semaines plus tard. Les peintures qu'il expose à la galerie Komor à New York demeurent parmi ses chefs-d'œuvre, dont Au Café (Roubaix, Musée de la Piscine).

### Retour définitif à Paris, conversion au christianisme et apaisement mystique
Le 14 février 1950, Il retrouve Paris et s'installe avec Kimiyo de nouveau à Montparnasse, renouant avec ses anciens marchands et le succès. Paul Pétridès, Romanet et Jeanne Jarrige-Bernard sont ses principaux marchands. Ils lui organisent des expositions en Algérie, au Maroc et en Espagne. Son ami Georges Grosjean, journaliste, et Victor Berger-Vachon l'aident dans sa nouvelle carrière. Il repart à zéro à Paris. Il mène une vie calme, laborieuse, sereine et retirée du monde. Il se rend régulièrement à la cité Falguière pour dîner chez son ami Tadashi Kaminagai, qui, sur sa recommandation, s'était installé pour quelques années au Brésil en 1941 et y avait rencontré le succès.
En 1955, il obtient la nationalité française.
Il se convertit au catholicisme le 14 octobre 1959, après avoir connu, en compagnie de son ami Georges Prade, une illumination mystique en visitant la basilique Saint-Remi, à Reims. Sa marraine est Béatrice Taittinger, son parrain René Lalou ; il prend le prénom baptismal de « Léonard », en l'honneur du bienheureux Léonard Kimura, l'un des martyrs du Japon. Le prénom évoque aussi l'amour qu'il voue à l'art de Léonard de Vinci.
Il achète en 1960 une petite maison à Villiers-le-Bâcle, dans la vallée de Chevreuse, où il aspire à une retraite mystique et artistique avec sa femme, recevant seulement de très bons et vieux amis.
En 1964, il décide avec René Lalou — son parrain, qui dirigeait la maison de champagne Mumm —, de bâtir et décorer une chapelle à Reims : la chapelle Notre-Dame-de-la-Paix, dite chapelle Foujita, commencée en 1965, et terminée en 1966. Son dernier grand chantier sera les fresques de cette chapelle en étroite collaboration avec l'architecte rémois Maurice Clauzier.

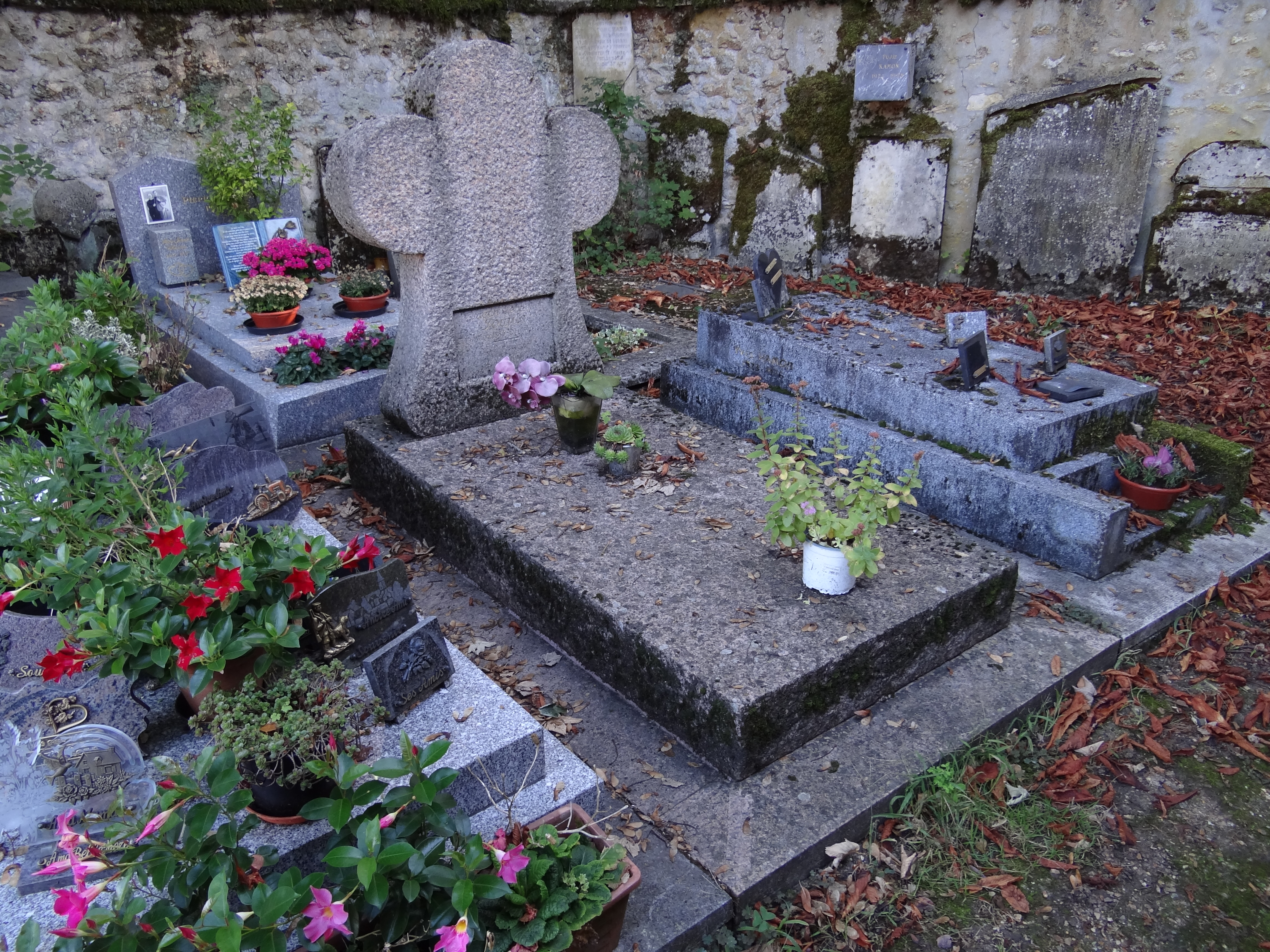
L'ancienne tombe de Tsugouharu Foujita au cimetière de Villiers-le-Bâcle (Essonne).

Léonard Foujita meurt d'un cancer le 29 janvier 1968, à Zurich, en Suisse. Après avoir été inhumé au Cimetière du Nord à Reims, puis exhumé pour le cimetière communal de l'église Notre-Dame de l'Assomption de Villiers-le-Bâcle (Essonne), sa dépouille mortelle repose à nouveau (depuis le 6 octobre 2003) dans la chapelle Foujita à Reims, auprès du corps de sa dernière épouse qui l'a rejoint en 2009.

## Parcours artistique

### Période des années 1920 et 1930
En 1921, il voyage en Italie. Il est impressionné notamment par les œuvres de Michel-Ange à la chapelle Sixtine. À partir de 1923, il intensifie le modelé de ses corps. Il réalise des études détaillées de l’anatomie à partir d’un travail préparatoire à la mine de plomb, au fusain et à l’encre. Ses fonds semblaient aussi lisses et satinés que de l’ivoire. L’utilisation seule de teintes grisées sur un blanc opale fait écho à la sculpture. L’intérêt de Foujita pour l’art de la Renaissance (les œuvres du XVIe siècle et celles du Trecento) est commun avec d’autres peintres de l’entre-deux guerres. Ce retour au classicisme, à la représentation de la figure humaine et ce goût pour la fréquentation des musées d’art est défini dans la peinture comme un « rappel à l’ordre » (terme emprunté à un opuscule de Jean Cocteau, paru en 1926).
Foujita se distingue cependant de ses contemporains en employant une technique qui ressemble à celle de la peinture sur ivoire. Sa technique se caractérise par l’utilisation du cerné noir réalisé avec un pinceau fin et l'emploi de couleurs finement poudrées posées en transparence. À une époque où beaucoup de ses contemporains mettaient en œuvre une couleur pure avec une accumulation de la matière, Foujita mettait au point une œuvre toute en transparence, plus proche du dessin que de la peinture.
Il ne réalise plus de grands groupes de nus dans les années 1930, même si son attrait pour le monumental se poursuit. Ses œuvres deviennent plus colorées, linéaires et narratives. En 1930, il peint quatre tableaux : Le Salon à Montparnasse, La Dompteuse au lion, Trois femmes et Le Triomphe de la vie sur la mort. Les formes de ses modèles féminins sont outrancières : ces œuvres d’une crudité jusque-là inconnue l'éloignent du raffinement et de l’élégance de ses œuvres antérieures, caractérisées par une ligne épurée des personnages, la délicatesse des tonalités et l’aspect quasi émaillé de ses tableaux.

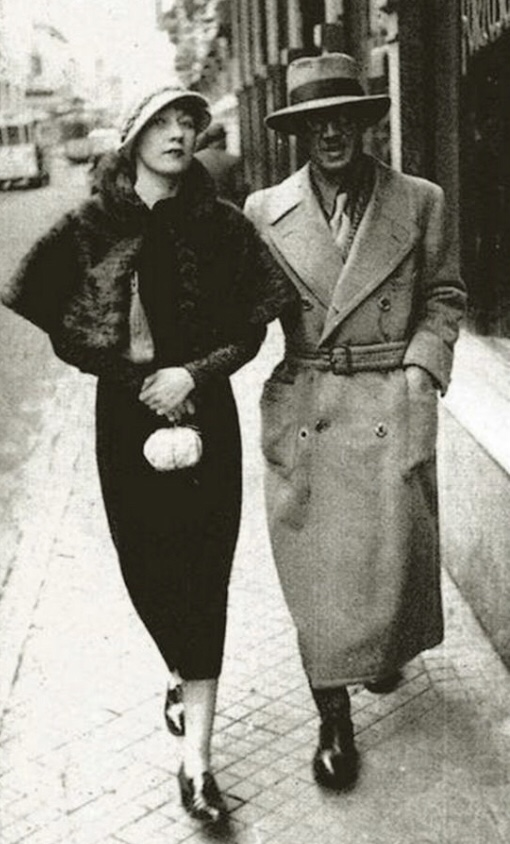
Tsugouharu Foujita et Alice Ernestine Prin (Kiki) à Paris en 1926, photographie d'Iwata Nakayama.

Peu attiré par l’audace des compositions cubistes en vogue à son époque, Foujita préfère retenir dans la peinture occidentale l’art de la figuration, l’art du rendu des volumes, le sens des ombres qui modulent les formes, la souplesse de la ligne. Il porte une attention particulière à l’art du glacis qui, par superposition de fines couches de peinture à l'huile, apporte de la transparence aux couleurs d’impression.
Des techniques orientales de la peinture, il retient l’art de l’estampe de l’époque Edo, l’ukiyo-e (travail avec des couleurs à l'eau appliquées par frottement à l’aide d’un tampon à feuilles de bambou, le baren). La transparence des coloris obtenus valorise le tracé de contour exécuté à l’encre : le sumi. En utilisant simultanément la technique de la peinture à l'huile et celle des estampes, les œuvres de Foujita présentent un caractère inédit. Ses huiles sur toile ressemblent plus à des dessins et sa matière picturale semble presque évanescente. Les critiques français ont employé l’expression « grands fonds blancs » pour qualifier ses œuvres, tandis que les critiques japonais ont utilisé la formule « blancheur de lait ».
En 1928, il réalise quatre tableaux de format carré mesurant chacun trois mètres sur trois. Cet ensemble composé de deux diptyques propose d’une part des lutteurs (diptyque Combats) et, d’autre part, des personnes enlacées et alanguies (diptyque Grande composition avec le panneau de gauche intitulé Composition au lion et le panneau de droite Composition au chien). Deux atmosphères antagonistes se dégagent de l’ensemble avec une vision dynamique (Combats) d’un côté et plus sereine de l’autre (Grande composition).
Les corps des personnages des tableaux sont inspirés par ceux de la sculpture grecque (les kouroi), de Michel-Ange et de Rodin (Le Baiser), des œuvres de la Renaissance italienne, de L'Enlèvement des Sabines, de Poussin et de Vénus à son miroir, de Diego Vélasquez. L’iridescence des fonds qui rappellent l’utilisation, par les artistes de l’ukiyo-e, de mica, de coquillage et la sûreté du trait témoignent de l’influence orientale. Foujita commence par réaliser sur papier des dessins à la mine de plomb, au fusain et à l’encre. Sur ces premières esquisses, il ajoute des ombres. Il reprend ensuite chacun des motifs sur des calques, parfois teintés, reproduisant plusieurs fois son tracé. Ce dessin préparatoire sur papier transparent est inspiré de l’art de l’estampe japonaise, où le peintre trace d’abord le sujet à grands traits, le dessin à l’encre étant ensuite repris par le graveur qui fait ressortir les lignes en un tracé continu et fin. Foujita s’inspire de cette technique en utilisant des calques pour en relever les contours sur la toile, soit par transparence en les apposant au revers du tableau qu’il éclaire, soit de mémoire en plaçant le dessin à côté de son châssis. Il utilise directement l’encre ou l’huile avec un pinceau fin japonais.
Parfois, Foujita peut réaliser un dessin préparatoire d’ensemble, comme pour le tableau Avec qui voulez-vous lutter ? (1957). Il découpe ensuite le papier figure par figure, avant de réaliser le tableau définitif. Cette technique, inspirée de la tradition japonaise, lui permet de reproduire plus facilement à main levée son motif sur la toile en séparant chacune des figures. Dans l’art du tsukuri-e (« dessin construit »), le peintre dessine une première esquisse très détaillée puis la reproduit plusieurs fois plus ou moins librement avant de commencer son travail définitif en découpant scène par scène sa composition. Foujita dessinait souvent en étant accroupi comme le font beaucoup de peintres japonais.
La reproduction de mémoire des esquisses préparatoires permet au peintre d’intégrer un jeu de représentations en miroir en recopiant des figures inversées. Dans la Grande composition, il reproduit deux fois la figure du Baiser, influencé par la sculpture de Rodin, mais en inversant le sens des modèles et en invertissant le coloris des chevelures des personnages. Il les a représentés sur deux panneaux différents, contribuant ainsi à créer un lien entre les deux tableaux et à intensifier la diagonale du diptyque. Après avoir posé le contour de chaque figure, Foujita façonne le modelé de ses modèles par frottements et essuyages. Il applique ensuite à la brosse et en très fines couches des jus à l’huile colorés en petite quantité (huile de lin, blanc de plomb, silicate de magnésium [talc], de carbonate de calcium [craie] et de pigments d’origine végétale ou organique).
Le peintre emploie le blanc non comme une matière couvrante mais en transparence. L’utilisation du talc permet d’obtenir la délicatesse des carnations et les grisés du modelé des corps humains. Les sujets du tableau sur un fond blanc immaculé semblent flotter sans repères et un aspect désordonné se dégage de l’ensemble. Foujita unifie son œuvre en terminant par le fond qu'il grise et façonne avec un tissu imprégné de pigments noirs. Une zone blanche est laissée autour des contours mettant en relief chaque motif. Cette unité ténue grâce au fond grisé est confortée par une ligne d’horizon pour le diptyque Combats et un jeu de draperies pour le celui de Grande composition.
L’unité des deux huiles sur toile est obtenue par la représentation de deux hommes soulevant un tonneau, répartie sur chacun des deux panneaux du diptyque.

### Période de la guerre au Japon
Il réalise des tableaux de propagande respectant les contraintes imposées (sujet, format, modalité d'exécution) par le gouvernement japonais. Ses premières œuvres présentent une vision héroïque idéalisée. Cet engagement du peintre auprès de l'armée impériale traduisait à la fois une ambition picturale et un respect filial à la tradition. Il avait pourtant réussi à prendre ses distances. En effet, ces commandes étaient destinées à valoriser l'acte guerrier. Mais le peintre y répondra en mettant en valeur les désastres de la guerre. Ainsi, à partir de 1942, et notamment avec son tableau Le dernier jour de Singapour, ses toiles mettent en relief la destinée tragique des soldats dans leur singularité et leur anonymat. Avec La Mort lumineuse aux îles d'Attu (1943), Foujita a mis en scène 2 500 réservistes japonais affrontant les troupes américaines. Combattants, blessés et soldats morts se mêlent dans un corps à corps qui occupe les deux tiers du tableau. L'œuvre fait écho à La Tranchée, d'Otto Dix et au Radeau de la Méduse, de Théodore Géricault. Cette œuvre se caractérise par l'absence de personnage central, d'ordre, de hiérarchie entre les personnages et de premier plan. Le spectateur est happé par la violence macabre de l'œuvre, soldats américains et japonais semblant être unis dans une destinée tragique. La présence de fleurs bleues près de la signature du peintre semble lancer un message d'espoir.
Foujita a cependant rédigé pendant la guerre des écrits, amplement diffusés, mettant en relief son engagement patriotique, qui contrastent avec le désespoir qui l'anime en peignant ses tableaux.
On peut s'interroger sur l'origine de ces écrits et se demander si Foujita ne les découvrit pas au même moment que les lecteurs.
Après la capitulation du Japon le 15 aout 1945, les États-Unis, pour faire disparaitre tout signe de propagande impérialiste et d'antiaméricanisme, s'intéressent aux commandes de tableaux par l'armée japonaise. Le gouvernement japonais est sollicité par le bureau tokyoite de la section des biens historiques du département de guerre pour obtenir la mise à disposition de Foujita — qui est l'artiste considéré comme le plus pertinent pour rassembler ces œuvres. Les œuvres transportées par les États-Unis après la guerre ont été restituées sous forme de prêt à durée indéterminée au Japon en 1970. Ces œuvres sont conservées actuellement au musée national d'art moderne de la ville de Tokyo.
Cette mission fera basculer Foujita du statut de héros à traître et collaborateur. Cette remise en cause a été ressentie comme une injustice par le peintre. Désirant quitter le Japon pour toujours, il obtient un visa auprès des États-Unis en mars 1949. Il rappelle qu'un peintre ne doit s'occuper que de peinture. Seuls « la paix et le beau véritable » doivent être recherchés avec obstination. Cette nouvelle vision de la place de l'artiste dans la société allait contribuer à créer une rupture dans son parcours artistique.

### L'après-guerre
Son univers artistique change après la guerre. Il représente un environnement idéalisé, avec des enfants et des paysages paisibles. Foujita met en scène des personnages inspirés de Francisque Poulbot. Il se prononce pour le parti des « verts paradis des amours enfantines ».
Si l'âpreté de l'existence n'est jamais visible, les œuvres présentent quand même un aspect inquiétant et sombre. Dans ses tableaux Hommage à La Fontaine (1949), des animaux sont rassemblés autour d'une table pour prendre leur repas. Au mur apparaît une œuvre de l'artiste. Avec un maniérisme allégorique intensifié, ces toiles témoignent de la défiance d'un homme blessé par les critiques. Il essaie de reconstruire un monde éloigné des affres de la guerre et des conflits internationaux.
Le Baptême des fleurs reprend le thème issu du tableau des Trois Grâces de Raphaël. Les femmes ressemblent à des personnages issus des contes de fées, mais le spectateur éprouve une crainte sourde et une menace diffuse à la vision de ce trio.

### La peinture religieuse
Foujita s'est intéressé très tôt à l'art religieux. Il a étudié l'art occidental et ses racines gréco-romaines, le monde antique du Proche-Orient (comme l'art égyptien qui est fortement ancré dans le religieux). Il connait parfaitement l'iconographie religieuse grâce à la découverte de ses représentations lors de ses périples en Europe, en Amérique latine et dans la fréquentation de tous les musées internationaux. Il participe brièvement à l'expérience insolite de Raymond Duncan, frère d'Isadora Duncan, qui a créé l'Akademia Duncan à Paris, où sont proposés des ateliers de tissage, de danse et de sculpture. Raymond Duncan, peintre, sculpteur et poète, passionné par la Grèce antique, enseignait dans son académie le retour à l'hellénisme, y compris dans la vie courante. En 1908, il avait aussi créé à Berlin une colonie grecque. En 1917, il peint plusieurs versions de La Mort de Bouddha. En 1918, il réalise plusieurs sujets religieux comme la Vierge à l'enfant, des femmes en prière ou le Christ en croix. Il a peint de grandes figures stylisées à la manière des primitifs (peinture italienne et française du XIVe siècle) et des imagiers du Moyen Âge abordant des thèmes de la légende chrétienne.
Une importante exposition à Paris en 1904 avait mis à l'honneur les primitifs. Elle avait été marquée par l'entrée de Pieta d'Avignon, œuvre d'Enguerrand Quarton, peinte autour de 1445, découverte par Prosper Mérimée dans une église paroissiale de Villeneuve-les-Avignon en 1834. Elle avait profondément impressionné Foujita qui avait pu admirer les tableaux peints sur bois, les contours incisés, la netteté des aplats qui valorisaient le plissé des draperies. Il y retrouvait certaines réminiscences de l'art japonais : précision et netteté du trait, fonds dorés, mise en œuvre de la couleur par grands aplats. Mais la personnalité de Foujita imprègne ses œuvres : sa ligne est plus nerveuse et il a une attention particulière au rendu de l'arrière-plan. Auparavant, il réalisait un travail s'apparentant plus à une patine. Désormais, il applique des feuilles disjointes qui laissent apparaitre à certains endroits des fonds blancs. Un effet géométrique anime l'arrière-plan des toiles religieuses.
Le choix de la représentation de la religion chrétienne chez le peintre japonais Foujita s'explique par la fréquentation régulière des musées où ses thématiques dans l'art pictural sont nombreuses et sa volonté d'afficher son intégration à la France, pays à dominante catholique où les signes religieux sont présents dans la vie quotidienne. Foujita s'est converti au catholicisme et a été accompagné dans sa démarche par des personnalités religieuses éminentes, comme le cardinal Daniélou.
À partir de 1927, il interrompt sa production de tableaux en lien avec la religion pour la reprendre à partir de 1951. En 1963, il peint une œuvre singulière : Adoration. Foujita et sa femme Kimiyo y sont représentés en donateurs. Le peintre a été influencé par la tradition des tableaux de dévotion avec commanditaires, si nombreux dans l'Europe du Nord et chez les primitifs italiens. En arrière-plan, à droite, est représentée sa maison de Villiers-le-Bâcle avec le paysage de la vallée de Chevreuse où Foujita vivait. À gauche, toujours en arrière-plan, est dessinée la campagne italienne. Le couple porte des habits qui n'appartiennent à aucun ordre religieux. Foujita y arbore la médaille offerte par le pape Jean XXIII lors d'une audience privée en 1960. Au premier plan, les oiseaux évoquent Saint François d'Assise parlant aux oiseaux de Giotto, et le lapin fait écho au lièvre gravé par Dürer ou à La Vierge au lapin, du Titien. Le peintre a donc pris une certaine liberté avec les codes de la symbolique chrétienne.
Son baptême à la cathédrale de Reims a été suivi par 17 télévisions venues du monde entier. Il choisit pour prénom de baptême Léonard en hommage à Léonard de Vinci, entre autres.

## Œuvres

### Liste d’œuvres

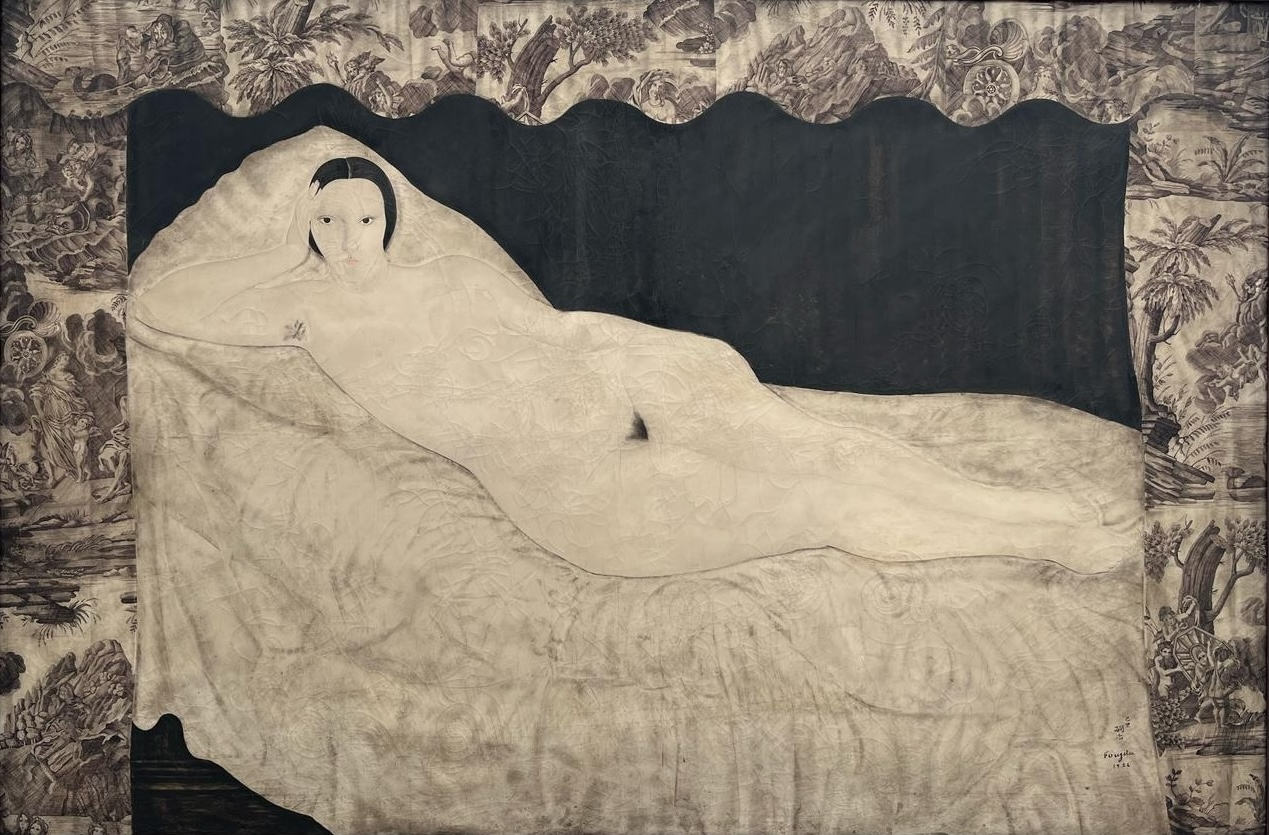
Nu couché à la toile de Jouy, Musée d'Art Moderne de Paris.

- Portrait de jeune femme (Anna Zborowska), 1918, collection particulière[25].
- Nu couché à la toile de Jouy, 1922, Musée d'art moderne de la Ville de Paris[26], don de l'artiste en 1961.
- Autoportrait dans l'atelier, 1926, musée des beaux-arts de Lyon[27].
- Un bistrot à Saint-Germain-des-Prés, 1958, collection particulière[28].
- La Jeune Fille à la corbeille de fruits, 1960, collection particulière[6].
- Les Deux Amies, huile, 1926, Genève, musée du Petit Palais.
- La dompteuse et le lion, 1930, Genève, musée du Petit Palais.

### Ouvrages illustrés par Foujita
Cette liste concerne aussi bien les ouvrages collectifs que personnels :
- Komaki Ohmia, Quelques poèmes (12 dessins), La Belle Édition, Paris, 1919.
- Collectif, Les Lettres parisiennes, Jacinto Greu…, Foujita…, Les Lettres parisiennes, Paris, 1919.
- in L’Œuvre, janvier 1920, 2e époque, 54e fascicule (2 dessins, Mouton jouant avec une pomme et La Bougie).
- in L’Œuvre, février 1920, 2e époque, 5e fascicule (2 dessins, Visage de femme et Les Canards).
- Rabindranath Tagore, traduit par André Gide, Amal et la lettre du Roi, titres composés par André Cochin, bois originaux gravés par Foujita (7 pièces), Les Publications Lucien Vogel (copyright librairie Gallimard), Paris, 1922.
- Recueillies par T. Foujita, Légendes japonaises (les plus belles légendes du monde), préface de Claude Farrère (66 illustrations de Foujita), Édition de l’Abeille d’Or, Paris, 1923.
- Paul Claudel, Un coup d’œil sur l'âme japonaise : discours aux étudiants de Nikko, Paris, éditions de la Nouvelle Revue Française, 1923, (portrait de l'auteur gravé sur cuivre).
- Lucien Fabre, Vanikoro (poèmes), Éditions de la Nouvelle Revue Française, Paris, 1923 (une illustration de Foujita).
- Guillaume Apollinaire, Les Vergers des Amours, Monaco, René Bonnel,1924 (6 eaux-fortes de Foujita).
- Maurice Delage, Sept Hai-Kaïs [musique imprimée pour chant et orchestre], Paris, J. Jobert, 1924 (couverture illustrée).
- Paul Claudel, Connaissance de l'Est, Paris, Georges Crès et Cie, 1925 (planches hors-textes, en-têtes et culs-de-lampe dessinés et gravés).
- Baronne Renée de Brimont, Épigrammes japonaises, Édition de l’Étoile, Paris, 1925 (49 gravures de Foujita), sans doute jamais paru.
- Géo-Charles, Jeux olympiques (premier spectacle du théâtre en plein air), Éditions de la Nouvelle Revue Française, Paris, 1925 (une eau-forte de Foujita).
- Pierre Louÿs, Les Aventures du Roi Pausole, Arthème-Fayard et Cie, Paris, 1925.
- Pierre Loti, Madame Chrysanthème, Édition Excelsior, Paris, 1926 (frontispice, 14 hors-textes lithographiés en couleurs sur fond chamois, 45 vignettes).
- in Revue franco-nipponne, 1re année, no 1, 15 février 1926, couverture illustrée, Deux profils, le Japon et la France, Paris, Foujita.
- in Revue franco-nipponne, 1re année, no 1, mai 1926, reproduction en couverture d’un dessin de Foujita, Deux femmes de profil.
- in Revue franco-nipponne, 1re année, no 3, 15 août 1926, reproduction en couverture sur fond rouge d’un dessin de Foujita, Nu au bras levé.
- in Revue franco-nipponne, 1re année, no 4, novembre 1926, reproduction en couverture d’un dessin de Foujita, Femme endormie (dessin également reproduit dans Paris-Shuho, 5 septembre 1927).
- Claude Dazil, Tu m’aimeras (comédie en trois actes), Librairie Baudinière, Paris, 1926 (une eau-forte de Foujita).
- E. Steinilber Oberlin (ancien chef de cabinet du ministre de l’Instruction publique) et Hidetake Iwamura, Chansons des geishas, éditions Georges Crès et Cie, coll. « Les Heures Légères »), Paris, 1926 (pochoir des aquarelles et vignettes [28] par Foujita).
- Pierre Loti, La Troisième Jeunesse de madame Prune, Éditions d’Art Devambez, Paris, 1926 (17 illustrations gravées en couleurs par Foujita).
- Claire et Yvan Goll, Poèmes de Jalousie, Jean Budry, Paris, 1926 (1 eau-forte et deux reproductions en noir)
- Commentaires de Thomas Raucat, La Chambre secrète, Édition de l’Étoile, Paris, 1926.
- Jacques Brindejonc-Offenbach, Les Divertissements d’Eros, Editions Henry-Parville, Paris, 1927 (9 compositions à pleine-page et vignettes aquarellées au pochoir).
- Michel Vaucaire, Barres parallèles, typographie de François Bernouard, Paris, 1927 (5 eaux-fortes).
- Thomas Raucat, L’Honorable partie de campagne, Librairie Gallimard, Paris, 1927 (29 compositions gravées à l’eau-forte, en couleurs) ; nouvelle édition réalisée par Les Libraires associés, achevé d’imprimer le 31 décembre 1957, Club des libraires de France.
- Paul Morand, Mr U, Éditions des Cahiers Libres, Paris, 1927 (une eau-forte).
- Collectif, Tableaux de Paris (19 auteurs et 19 artistes), Éditions Émile-Paul frères, Paris, 1927 (une eau-forte de Foujita).
- Kikou Yamata, Les Huit Renommées (L’invitation au voyage), André Delpeuch, Paris, 1927 (51 dessins originaux).
- Paul Claudel, L’Oiseau noir dans le soleil levant, Édition Excelsior, Paris, 1927 (27 eaux-fortes de Foujita).
- Pierre Louÿs, Pybrac (poésie), Cythère-Au-coq hardi, Paris, 1927 (une eau-forte de Foujita).
- Collectif, L'Imagier de la gravure sur bois originale, publié par la Société de la gravure sur bois originale, Paris, 1927 (une gravure de Foujita).
- Tristan Bernard, Le Chien de pique. Au Sans pareil, Paris, 1927.
- Paul Valéry, Roger Allard, Francis Carco, Jean Cocteau, Colette, Tristan Derème, Georges Duhamel, Raymond Escholier, Jean Giraudoux, Max Jacob, Edmond Jaloux, Jacques de Lacretelle, Valéry Larbaud, Paul Morand, Pierre Mac Orlan, André Salmon, Jean-Louis Vaudoyer, Charles Vildrac, André Warnod et André Suarès, Tableaux de Paris, 14 eaux-fortes et 6 lithographies par Pierre Bonnard, Edmond Ceria, Jean-Gabriel Daragnès, Hermine David, Maurice de Vlaminck, Henry de Waroquier, André Dunoyer de Segonzac, Pierre Falké, Tsugouharu Foujita, Chas Laborde, Marie Laurencin, Albert Marquet, Charles Martin, Henri Matisse, Luc-Albert Moreau, Jean Oberlé, Jules Pascin, Georges Rouault, Maurice Utrillo et Kees van Dongen, 225 exemplaires numérotés, imprimerie Duchâtel / Émile-Paul Frères, Paris, 1927.
- Collectif, André Gide, Édition du Capitole, Paris, 1928 (une gravure de Foujita).
- Henri Chaumet, Bêtes et Cie, Kra Édition, Paris, 1928 (25 eaux-fortes de Foujita).
- Paul Morand, Foujita, Éditions des Chroniques du Jour, Paris, 1928 (une eau-forte originale, 5 illustrations de Foujita et 30 planches de reproductions d’œuvres datées de 1913 à 1928).
- Jules Boissière, Propos d’un intoxiqué, Javal et Bourdeaux, Paris, 1928 (16 phototypes rehaussés au pochoir d’après des aquarelles de Foujita).
- Kikou Yamata, Shizouka princesse tranquille, Éditions M. P. Trémois, Paris, 1929 (3 illustrations de Foujita).
- Kiki de Montparnasse, Kiki. Souvenirs, Henri Broca, Paris, 1929 (une illustration de Foujita).
- Collectif, Maria Lani, Édition des Quatre Chemins, Paris, 1929 (œuvres de 51 artistes dont 1 de Foujita).
- Michel Georges-Michel, Les Montparnos : roman illustré par les Montparnos, Fasquelle Édition, Paris, 1929 (3 illustrations de Foujita).
- Lucien Aressy, Les Nuits et les ennuis du Mont-Parnasse, Jouve et Cie Éditeur, Paris, 1929 (3 pièces de Foujita).
- Foujita, Profil de Paris (Pari no Yokogao), Jitsugyo-no-Nihon-Sha, Tokyo, 1929, 261 p. (4 reproductions de dessins à l’encre, 11 reproductions de photographies concernant l’artiste et 3 reproductions de ses peintures).
- Michael Joseph, A Book of Cats, Covici, Friede Publisher, New York, 1930.
- Lucien Graux, La Fleur aux mille pétales d’or, Édition d’Art Apollo, Paris, 1930.
- Collectif, Pax Mundi (Livre d’Or de la Paix), La Société Paxunis, Genève, 1932.
- Pierre Louÿs, Les Aventures du roi Pausole, Arthème Fayard & Cie, Paris, 1932.
- K. Matsuo et E. Steinilber-Oberlin, Haikai de Basho et de ses disciples, Collection japonaise, Institut international de coopération intellectuelle, 1936.
- Ken Yanagizawa et T. Foujita, Le Monde illustré. Récit de voyages, Okagura Sho-Bo, Tokyo, mars 1936, 115 p. (10 illustrations [reproductions d’aquarelles] sur le Mexique, 10 illustrations sur Paris, 9 illustrations sur Pékin, 14 illustrations sur le Japon et un portrait de Yanagizawa).
- Jacques Meurgey, Poèmes essoufflés, Nouvelles Éditions Latines, Paris, 1936, avec un portrait de l’auteur par Foujita.
- T. Foujita, Un seul bras (Udde ippon), Toho, Tokyo, décembre 1936, 213 p. (91 reproductions de petits dessins à l’encre).
- Jean Cocteau, Mon premier voyage, 1937
- Jean Giraudoux, Combat avec l’image, Édition Émile-Paul frères, Paris, 1941.
- T. Foujita, Nager sur la terre (Chi wo oyogu), Shomotsu, Tenbô-Shà, Tokyo, 1942 (33 reproductions de petits dessins à l’encre à l’intérieur, couverture et intérieur de couverture illustrées).
- Mitiyo Mori, Poésies indochinoises, Tokyo, Librairie Meiji-Shobo, 1942
- T. Foujita, Oka, Sekizawa et Yamagizawa Figures, Nippon Sha, Tokyo, 1949, 230 p. (15 reproductions de dessins signés « F » en tête des 15 chapitres).
- Elizabeth Coatsworth, Night and the Cat, New York, The Macmillan Company, 1950
- René Héron de Villefosse, La Rivière enchantée, Bernard Klein Éditeur, Paris, 1951.
- Collectif, Vins, fleurs et flammes, Bernard Klein Éditeur, Paris, 1952.
- Jean Cocteau, Le Dragon des mers, Éditions Georges Guillot, Paris, 1955.
- Youki Desnos, Les Confidences de Youki, Librairie Arthème-Fayard, Paris, 1957.
- Yvonne de Brémond d’Ars, C’est arrivé en plein Paris, Henri Lefèvre Éditeur, Paris, 1957.
- Charles Guyot (Géo-Charles), Poèmes choisis, Les Écrivains réunis / Armand Henneuse Éditeur, Lyon, 1958.
- G. H. Mumm, A la gloire du plus célèbre des vins !, G. H. Mumm & Co, 1959
- Albert Fournier, Les Petits Métiers et Gagne-petit, Pierre de Tartas/Édition Rombaldi, Paris, 1960.
- Collectif, Les Peintres témoins de leur temps : la jeunesse, 1960
- Collectif, La Fontaine, 20 fables, Jaspard Polus et Cie, Monaco, 1961.
- Joseph, Foret, L’Apocalypse, « livre-monument », Joseph Foret Éditeur d’Art, Paris 1961[29]. Trois œuvres (0,46 × 0,58 cm) : Les Quatre Cavaliers, Les Sept Trompettes, Paradis et Enfer (encre de Chine et aquarelle sur parchemin).
- Georges Bonneau, Douce-comme-le-miel ou La lune brille à l’est, Librairie Arthème-Fayard, Paris, 1962.
- Jean Cocteau, La Mésangère, Pierre de Tartas, 1963.
- Léon-Paul Fargue, Au temps de Paris, Paris-Bièvre, 1964.
- Collectif, La Bible, Pierre de Tartas, 1971.

### Lieux d'exposition
- La Maison-atelier de Foujita[30], située au no 7, route de Gif, à Villiers-le-Bâcle, dans laquelle on peut voir son travail préparatoire à la réalisation de la chapelle Notre-Dame-de-la-Paix de Reims.
- Le musée Faure, situé villa Les Chimères, au no 10, boulevard des Côtes, à Aix-les-Bains : deux toiles du peintre y sont exposées.
- Le musée des beaux-arts de Lyon ;
- À Reims :
  - une importante donation au musée des beaux-arts de Reims ;
  - la chapelle Notre-Dame-de-la-Paix ;
- Le musée d'art Bridgestone, le musée d'art contemporain de Tokyo, et le musée d'art de Hirano Masakichi (Akita) au Japon ;
- Le musée d'art de Pully en Suisse.

## Expositions
- Du 14 septembre 2018 au 12 janvier 2019 : Foujita, artiste du livre, commissariat de Delphine Quéreux-Sbaï et de Sabine Maffre, bibliothèque Carnegie de Reims
- Du 27 juin au 25 septembre 2004 : Foujita, le maitre japonais de Montparnasse, Palais des Arts et du festival, commissaire : Sylvie Buisson, assistée de Élie Szapiro
- Du 30 juin au 19 septembre 2010 : Foujita et ses amis du Montparnasse, château de Chamerolles, exposition organisée par le conseil général du Loiret, commissariat Sylvie Buisson, avec le concours de la Maison-atelier Foujita, les musées des beaux-arts de Nîmes, d'Orléans, du musée Bourdelle et du musée Zadkine.
- Du 1er avril 2010 au 28 juin 2010 : Foujita monumental, enfer et paradis, commissariat de David Liot, conservateur en chef du musée des beaux-arts de Reims et Anne Lediberder, chargée de la Maison-Atelier Foujita et de ses collections, en relation avec la bibliothèque Carnegie de Reims, la Maison-atelier Foujita, la chapelle Notre-Dame de la Paix et le musée des beaux-arts de Reims.
- Du 29 septembre au 29 décembre 2015 :  Foujita, Pascin et les années folles de Montparnasse, Musée Pouchkine, Moscou, commissaire : Sylvie Buisson
- Du 17 septembre 2016 au 15 janvier 2017 : Foujita et ses modèles, Kawamura Memorial DIC Muséum, Iwaki City Museum, Niigata Bandaijima Museum, Akita Museum of Art, Conception : Curators Inc. art &Architecture
- Du 7 mars au 15 juillet 2018 : Foujita peindre dans les années folles, Musée Maillol, Paris[31], commissaires : Sylvie Buisson, Anne Le Diberder

## Domiciles successifs de son arrivée à Paris à sa fugue

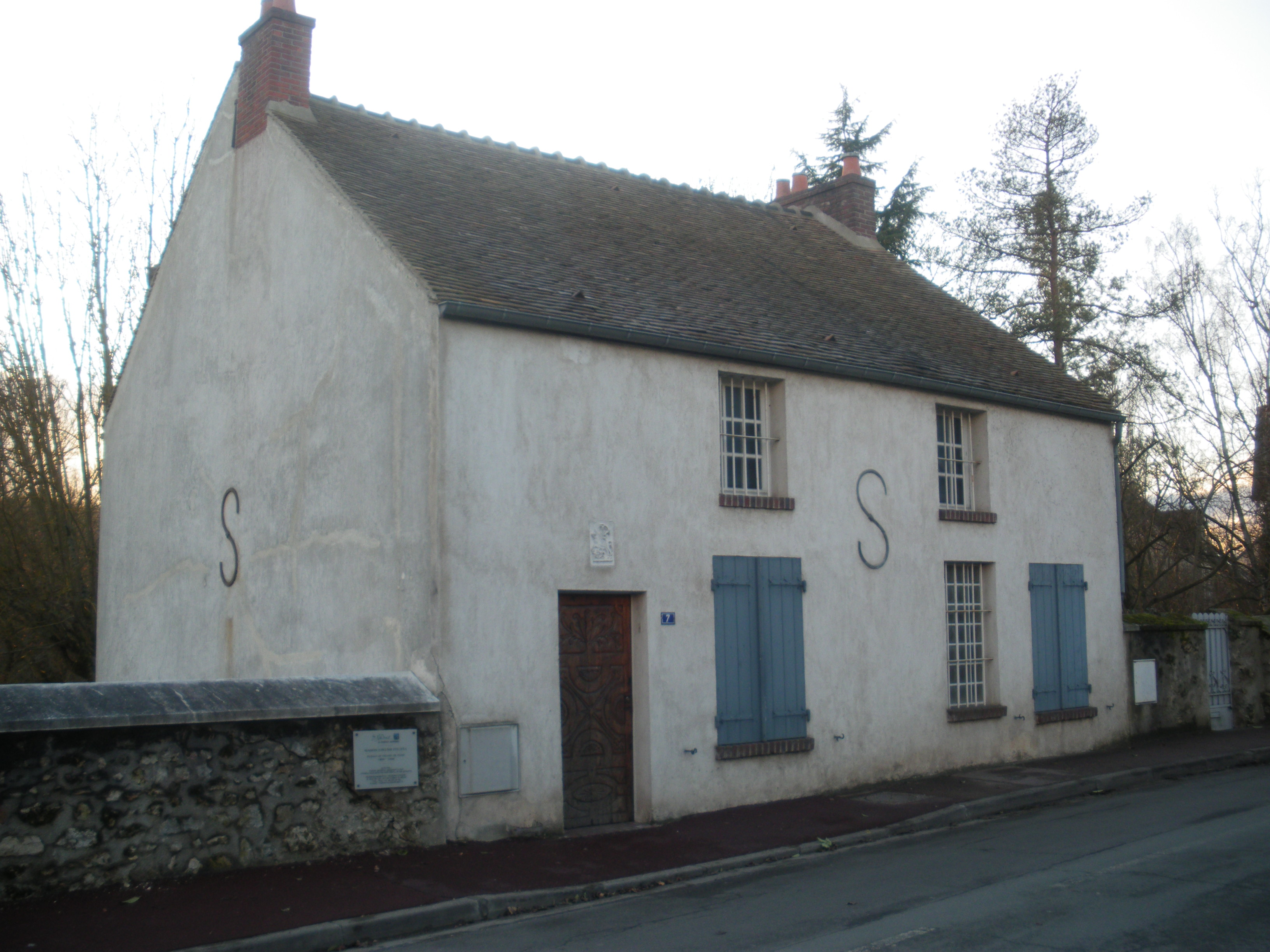
La maison-atelier de Villiers-le-Bâcle.

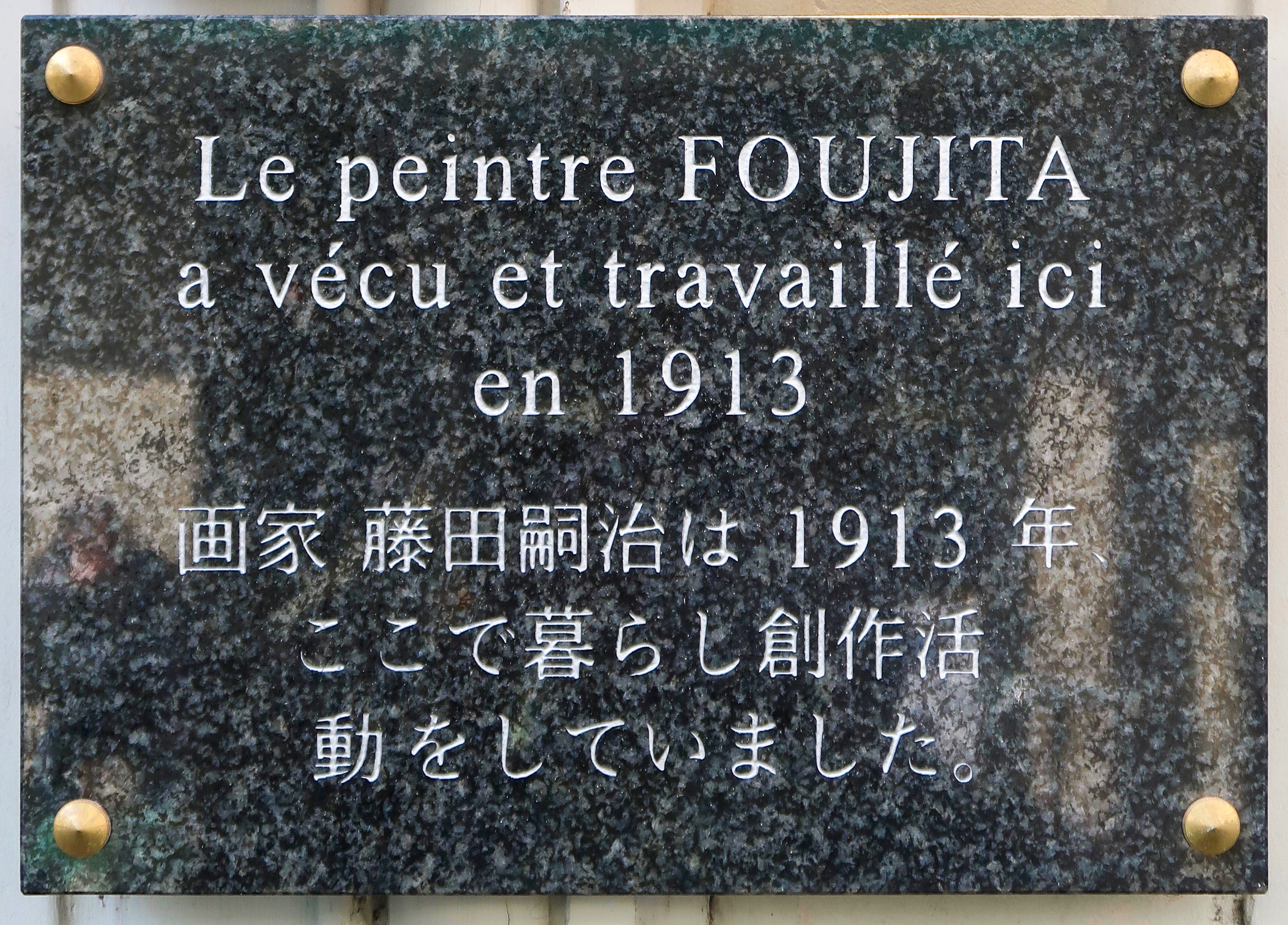
Plaque au 28 rue d'Odessa.

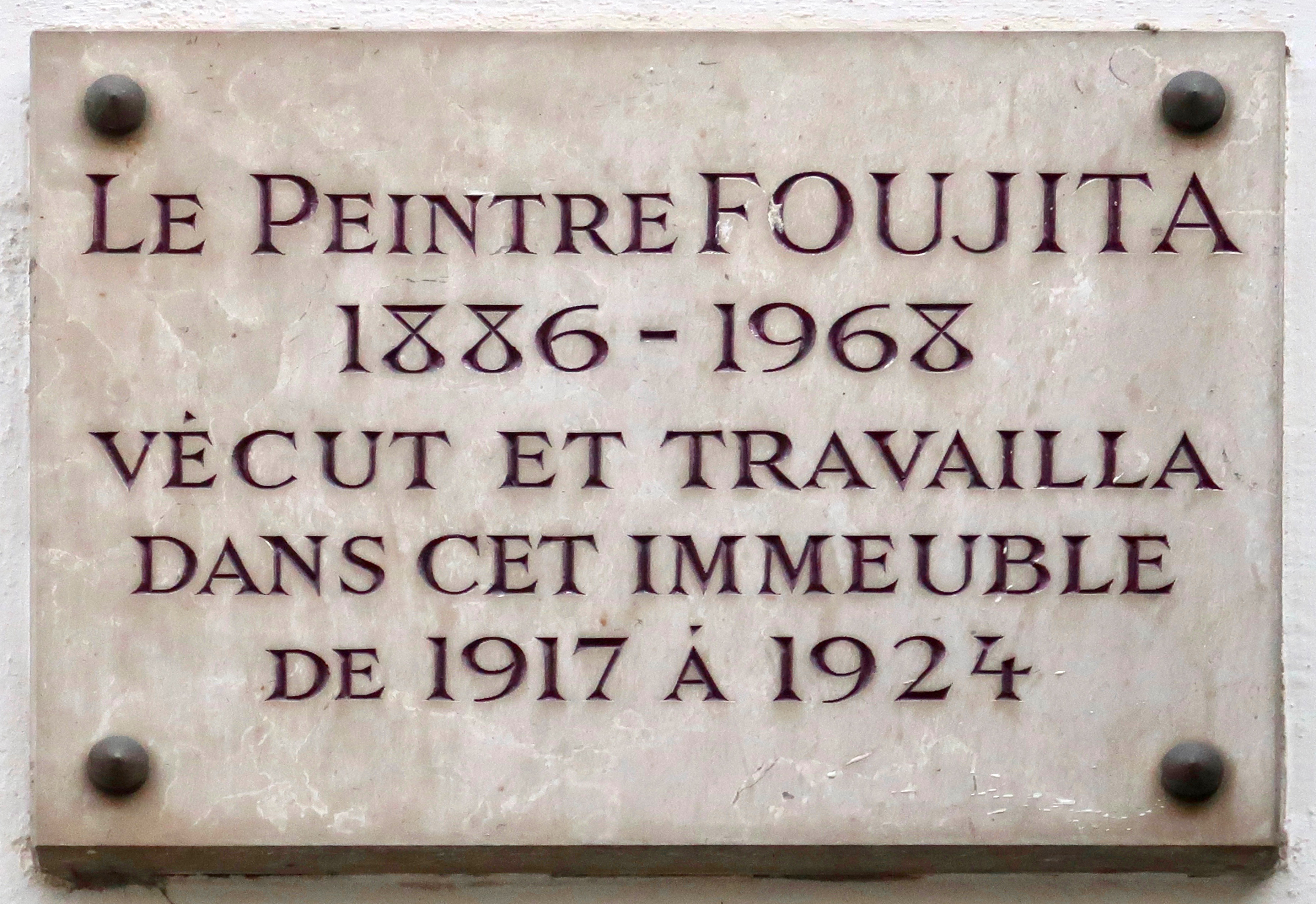
Plaque au 5 rue Delambre.

- 1913 :
  - Hôtel d’Odessa, no 28, rue d'Odessa, à Paris, en août[32] ;
  - chez Kawashima Riishirō[32], près des fortifs ;
- 1914 :
  - Montfermeil (Seine Saint-Denis) sur un terrain acquis avec Kawashima, ils y habitent une maison jusqu'à la déclaration de la guerre[32] ;
- 1915 :
  - 14, cité Falguière, à Paris :
Dordogne, Château de Marzac et maison-forte de Reignac à partir du mois de juin[32] ;
- 1916
  - retour à Paris en janvier, puis long séjour en Angleterre
71, Royal Hospital Road, Chelsea, à Londres ;
chez Rogers Poltesco Farw, « Sunny Cottage » ;
Ruan Minor Cornwall, Royaume-Uni.
- 1916-1917 ou 1917[33] :
  - no 3, rue Vercingétorix, à Paris ;
- 1917-1924 :
  - 5, rue Delambre, à Paris ;
- 1924-1927 :
  - 17, avenue Henri-Martin, à Paris ;
- 1927-1930 :
  - 3, square Montsouris, à Paris ;
- 1930-1931 :
  - 6, rue Lacretelle, à Paris.

## Marché de l'art
Les œuvres de Tsuguharu Fujita sont très prisées par les collectionneurs du monde entier.
- Jeune fille dans le parc, une huile sur toile de 1957 a été vendue 5 500 000 USD, soit 4 125 000 €, le 16 mai 1990 à New York[34].
- Les Deux Amies (Youki et Mado), une huile sur toile de 1926 a été vendue 204 000 £ avec les frais, soient 304 572 € chez Sotheby's, le 6 février 2007 à Londres[34].

### Articles de presse (sélection)
- Fritz-René Vanderpyl, « Foujita », L'Amour de l'art, 1921, p. 274 (lire en ligne).
- Thomas Raucat, « Foujita et le Japon », L'Amour de l'art, 1927, pp. 317-320 (lire en ligne).
- Caroline Legrand, « L'art et la religion selon Foujita », La Gazette de l'Hôtel Drouot, 24 novembre 2021 (lire en ligne).

### Radiophonie
- Matthieu Garrigou-Lagrange, série « Les années folles - La vie réinventée », émission La compagnie des œuvres, France Culture, deux émissions consacrées à Foujita :
  - La vie curieuse de Foujita (écouter en ligne).
  - Foujita, artiste total (écouter en ligne).

### Télévision
- Émission la foi prise au mot de Kto du 4 décembre 2022 deuxième épisode consacré au conversion , série de l'avent[35].